# Fort de Bouc
Cet article possède un paronyme, voir Port-de-Bouc.
Ne doit pas être confondu avec Phare du fort de Bouc.

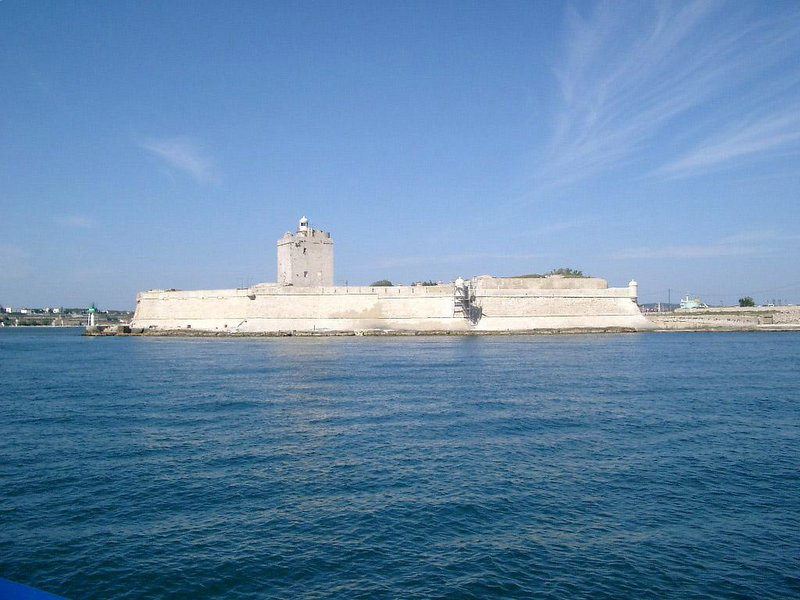
Vue générale coté mer du fort de bouc

Le fort de Bouc ou tour de Bouc est un ancien fort située dans la ville de Martigues dans le département des Bouches-du-Rhône en région Provence-Alpes-Côte d'Azur en France.

## Historique

### La tour de Bouc (duXIIIeauXVIesiècle)

#### Origines

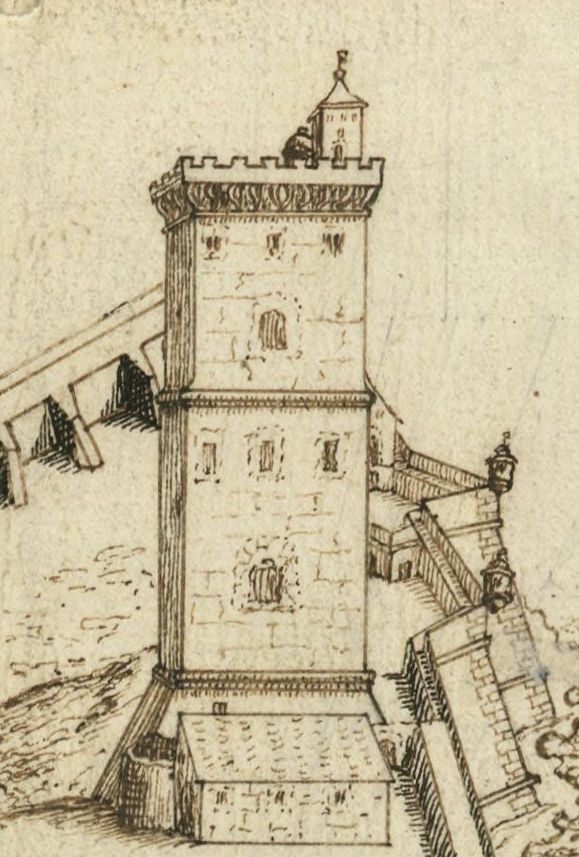
Vue de la tour en 1647.

Une tour carrée est construite au XIIIe siècle pour protéger l'entrée du chenal de Caronte, à l'extrémité de l'île de Bouc.

#### AuXVIesiècle
En 1536, au cours de la huitième guerre d'Italie opposant le royaume de France de François Ier au Saint-Empire de Charles Quint, Andrea Doria, amiral de Charles Quint attaque la Provence, la tour de Bouc résiste cependant à l'attaque de Doria aux côtés des villes de Roquevaire et Toulon.

### Le fort bastionné (1605-1610)
Sous le règne d'Henri IV, l'ingénieur du roi Raymond de Bonnefons chargé des fortifications de la Provence et du Dauphiné dirige des travaux d'après les plans de François Martelleur à partir de 1605 pour réaliser une enceinte autour de la tour de Bouc et constituer un fort,. À sa mort en 1607, son fils Jean de Bonnefons continue les travaux qui sont terminés en 1610.

### AuxXVIIIeetXIXesiècles
Le fort est déclassé en 1889, il ne reste à partir de cette date comme habitant que le gardien du phare.

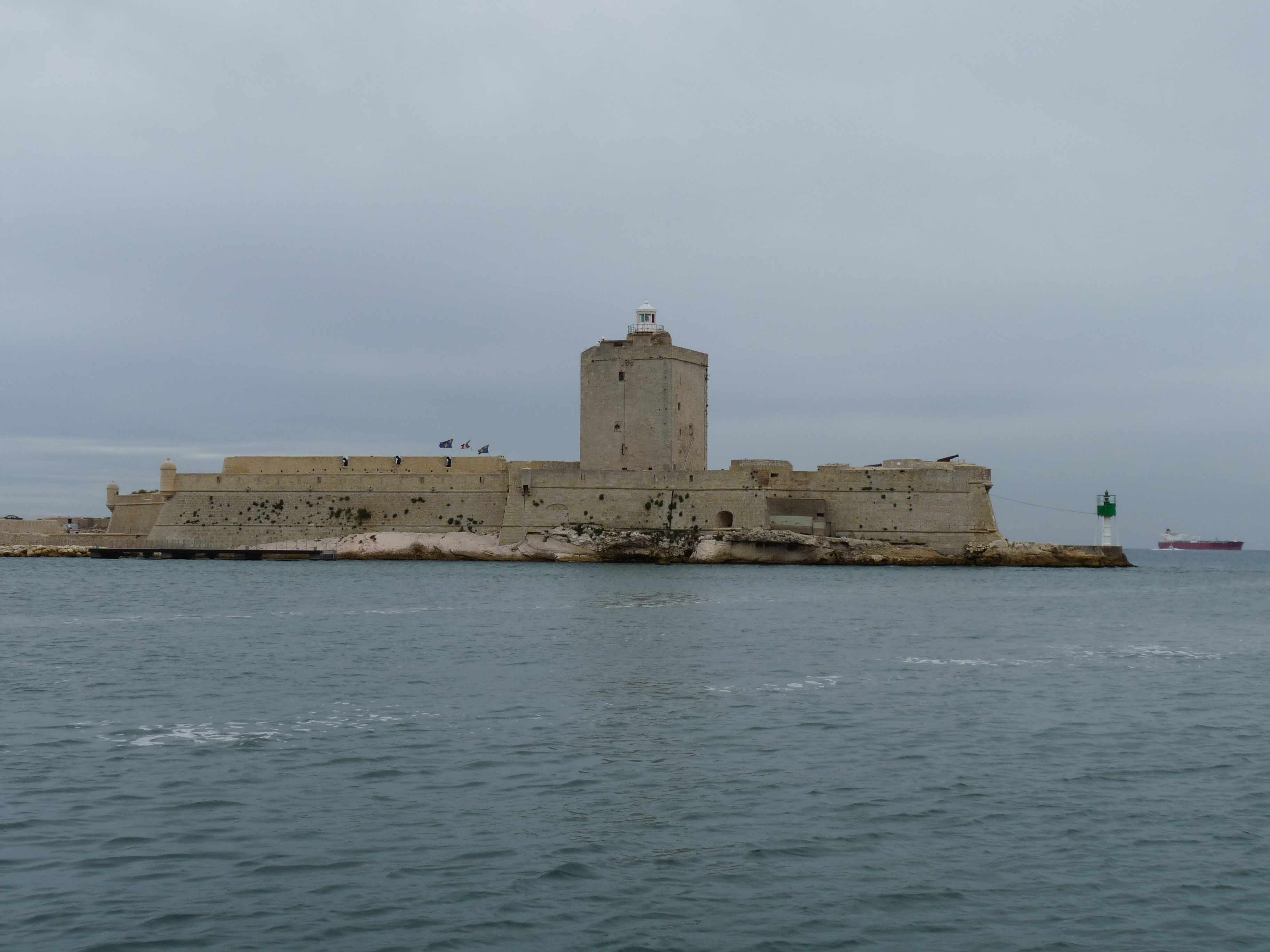
Vue générale du Fort de Bouc